# Joe Coburn
Joe Coburn (* 29. Juli 1835 in Middletown, Irland; † 6. Dezember 1890 New York City, New York, USA) war ein irischer Boxer in der Bare-knuckle-Ära. Er galt für damalige Verhältnisse als intelligenter, cleverer Fighter mit schnellen Händen und guter Beinarbeit.
Im Jahre 2013 fand Coburn Aufnahme in die International Boxing Hall of Fame.